# Flughafen Oecusse

i7
i11
i13
Der Flughafen Oecusse (portugiesisch Aeroporto Internacional de Oe-Cusse Rota do Sândalo, IATA-Code: OEC, ICAO-Code: WPOC) ist ein Flughafen im osttimoresischen Suco Costa (Verwaltungsamt Pante Macassar, Sonderverwaltungsregion Oe-Cusse Ambeno) im Westen der Insel Timor. Der Flughafen liegt neben dem Dorf Palaban, etwa 4,5 Kilometer westlich der Gemeindehauptstadt Pante Macassar.

## Name
In den internationalen Listen wird der Flughafen unter dem Namen Oecusse geführt. Auch die Schreibweise Oecussi Airport gibt es. Lokal wurde das Flugfeld bis zur Modernisierung nach dem benachbarten Ort Airoporto Palaban genannt. Der ausgebaute Flughafen trägt nun den Namen Aeroporto Internacional de Oe-Cusse Rota do Sândalo (deutsch Sandelholzstraße).

## Geschichte
Ursprünglich war Palaban nur ein Flugfeld mit einer unbefestigten Piste. Die Landepiste war ursprünglich eine Wiese, die 1100 m lang und 26 m breit ist. Es gab keine Gebäude oder andere Einrichtungen. Um 1970 wurde Oecusse von der Transportes Aéreos de Timor angeflogen.

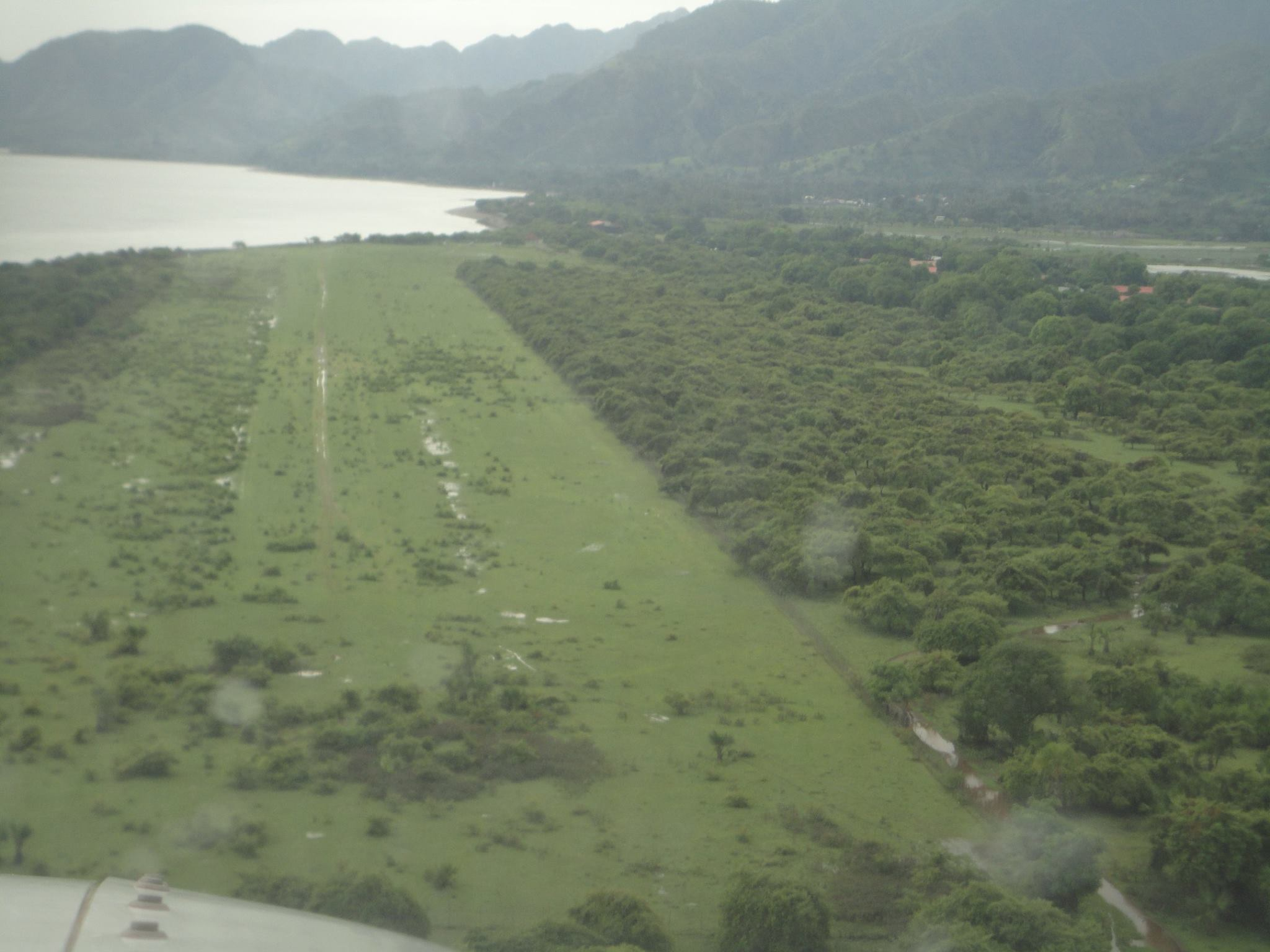
Das Flugfeld Palaban, vor dem Bau des Flughafens
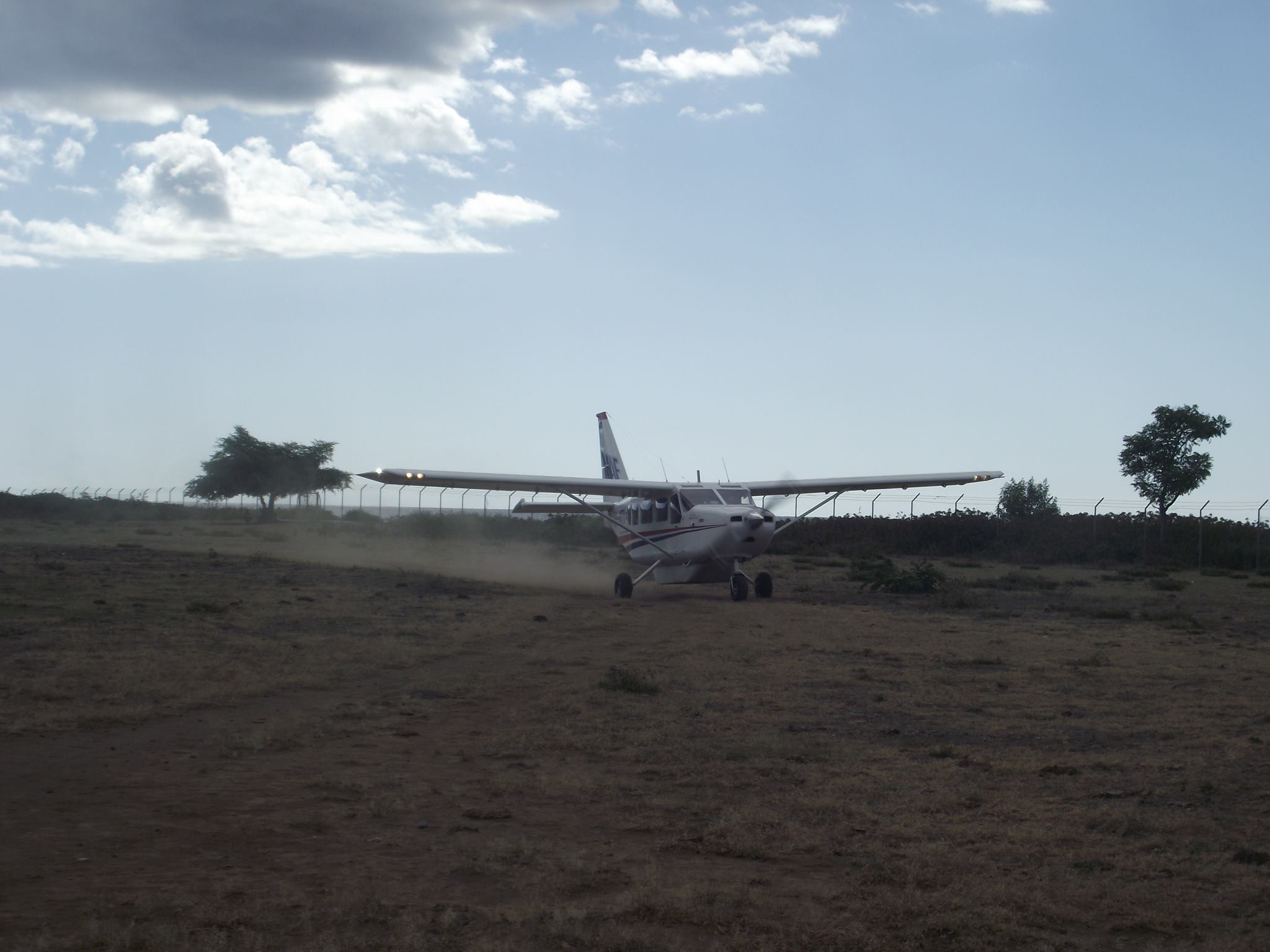
Landepiste vor dem Ausbau 2014
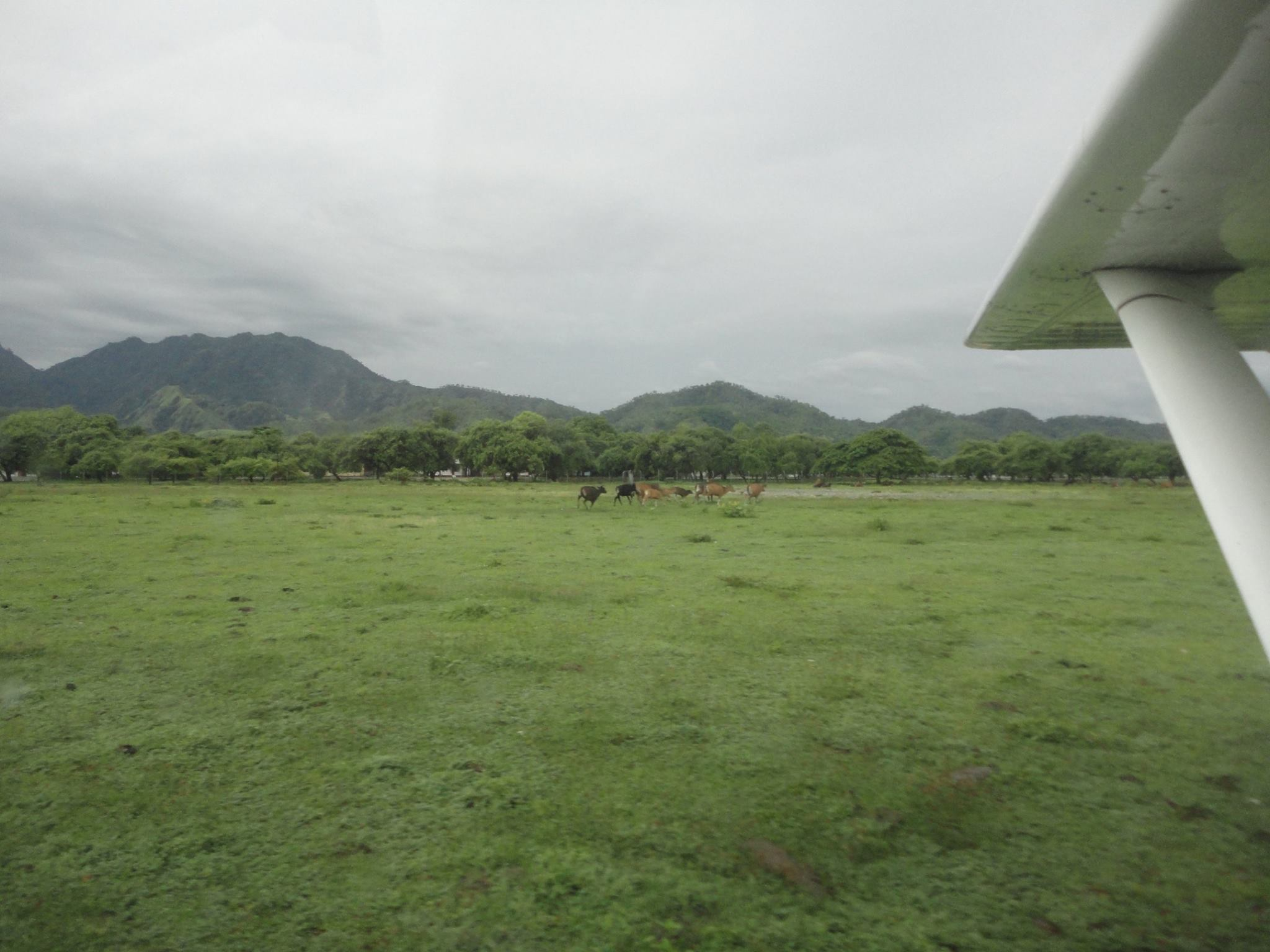
Auf dem damaligen Rollfeld

Im Rahmen des seit Mai 2014 begonnenen Aufbaus der Sonderzone für soziale Marktwirtschaft (tetum Zona Espesial Ekonomiko Sosial no Merkadu, ZEESM) wurde der Flughafen ausgebaut. Bis 2015 entstanden ein provisorischer Tower, weitere Gebäude und ein Zaun. Die Landebahn wurde asphaltiert. Inzwischen hat der Flughafen einen Terminal mit zwei Fluggastbrücken, einen Tower und weitere Gebäude. Der Flughafen ist nun für eine Kapazität von einer Million Passagiere ausgelegt. Die offizielle Eröffnung des neuen Flughafens fand am 18. Juni 2019 statt. Dabei wurde auch bei einem A320 der Citilink das erste Mal eine Fluggastbrücke in Osttimor eingesetzt. Die Baukosten betrugen 120 Millionen US-Dollar. Ausgeführt hat den Bau die indonesische Firma Wijaya Karya Tbk (Wika).
Von Juni 2017 bis 2024 bestand eine Flugverbindung mit einer DHC-6 400 (19 Sitze) der Behörde der Zona Espesial Ekonomiko Sosial no Merkadu (ZEESM) nach Dili. Täglich außer sonntags wurde die Route hin und zurück in 35 Minuten geflogen. Nach dem Wegfall des Angebots übernahm Aero Dili die Flugverbindungen. Außerdem gibt es Charterflüge.

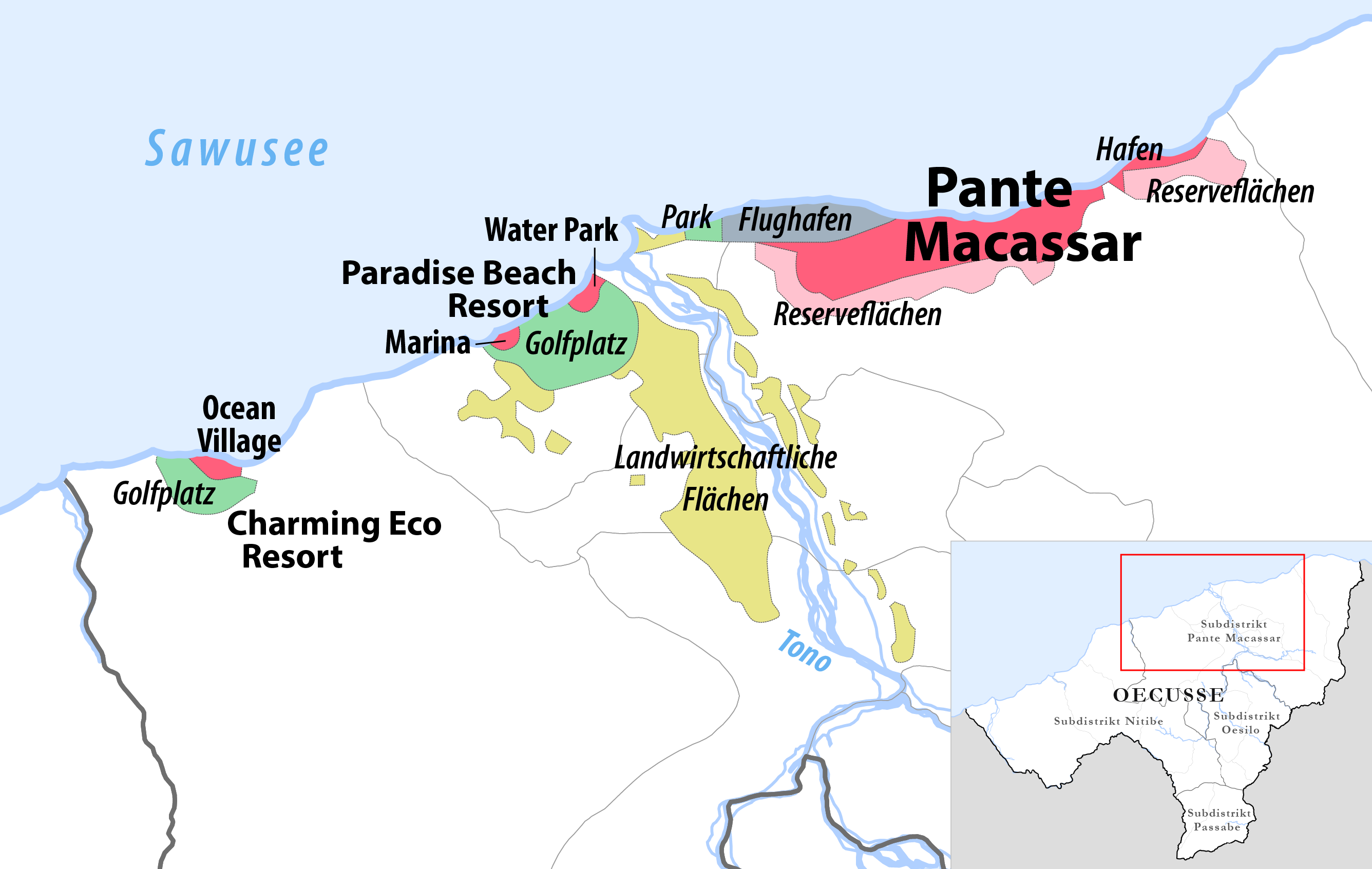
Planung der ZEESM mit der Lage des Flughafens
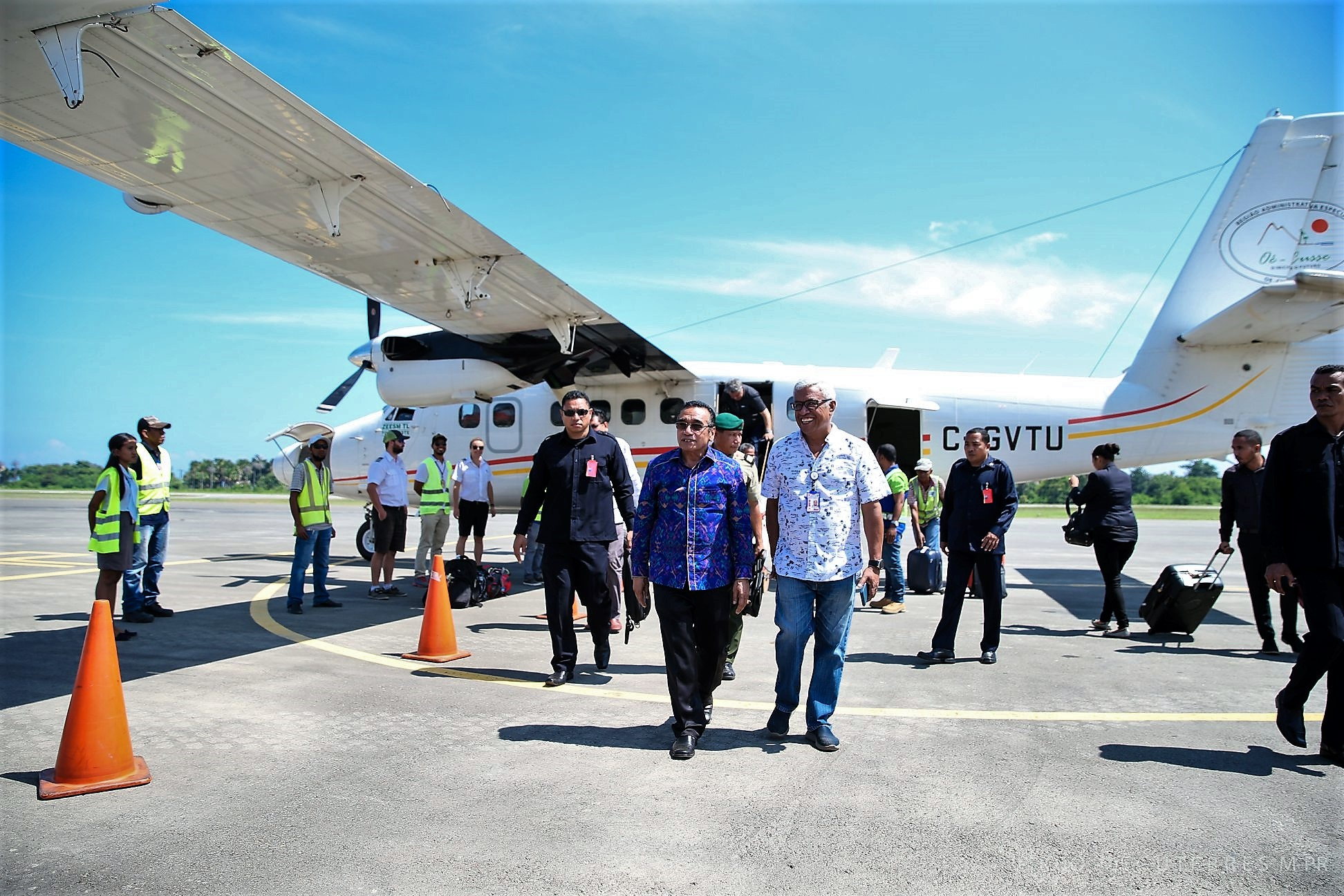
Staatspräsident Francisco Guterres kommt am Flughafen Oecusse mit einer der Maschinen der ZEESM an
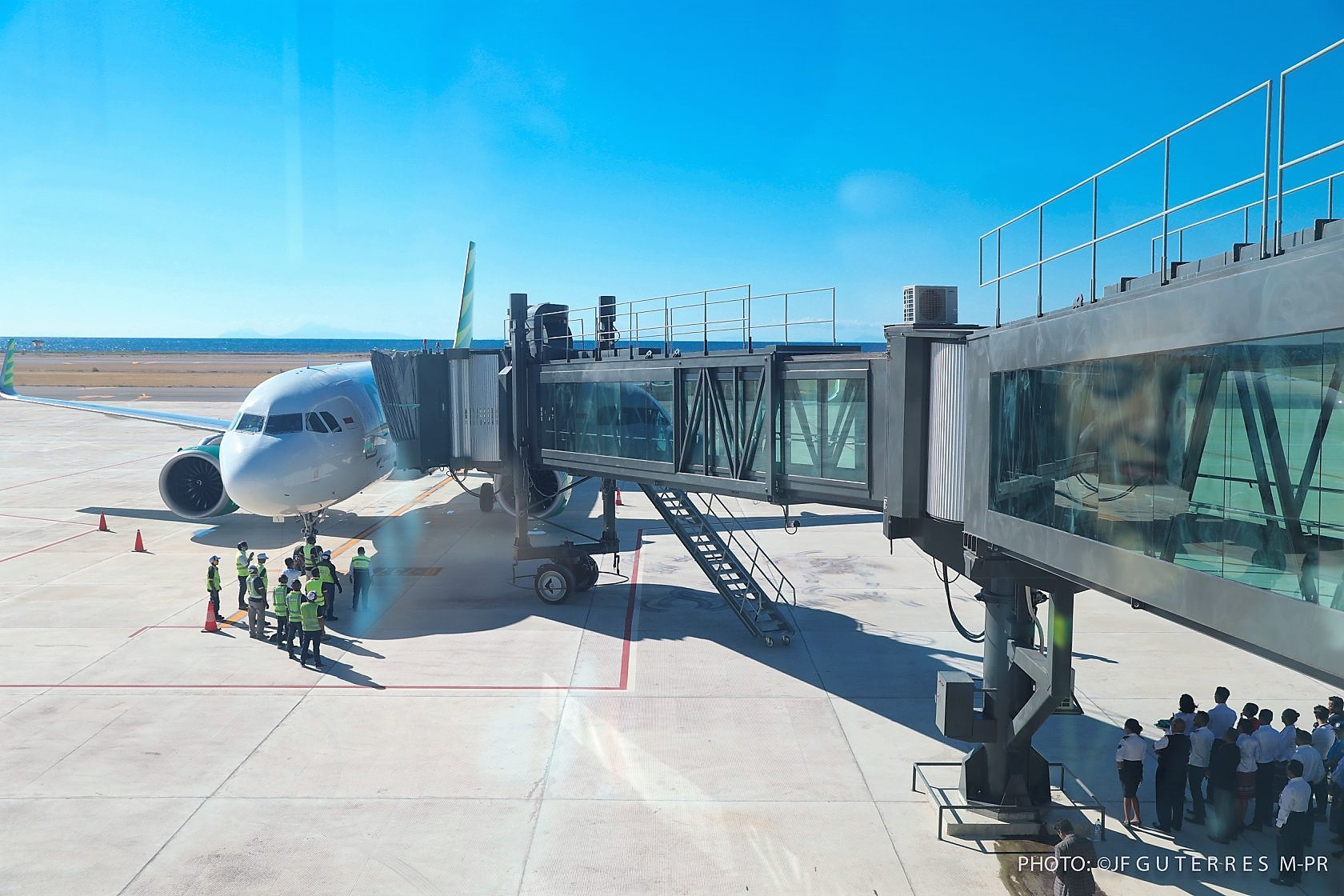
Der Citilink-Airbus an der Fluggastbrücke